# Aricidea ascensionensis
Aricidea ascensionensis är en ringmaskart som beskrevs av Hartmann-Schröder 1992. Aricidea ascensionensis ingår i släktet Aricidea och familjen Paraonidae. Inga underarter finns listade i Catalogue of Life.